# Франческо Мімбеллі
Франческо Мімбеллі (італ. Francesco Mimbelli, 16 квітня 1903 року, Ліворно — 26 січня 1978 року, Рим) - італійський адмірал, учасник Другої світової війни.

## Біографія
Франческо Мімбеллі народився 16 квітня 1903 року в Ліворно. У 1918 році вступив до Військово-морської академії, яку закінчив у 1923 році у званні гардемарина. Після закінчення навчання ніс службу на канонерських човнах «Себастьяно Кабото» і «Ерманно Карлотто», які перебували у Китаї. У 1926 році отримав звання молодшого лейтенанта.
У 1928 році отримав звання лейтенанта. У 1930 році був у складі делегації Італії на Міжнародній морській конференції у Лондоні. Після повернення до Італії ніс службу на крейсері «Тренто». Отримав звання капітана III рангу і призначений командиром міноносця. У 1939 році брав участь в операціях в Албанії.
Після отримання звання капітана II рангу Франческо Мімбеллі служив у міністерстві військово-морського флоту. Зі вступом Італії у Другу світову війну попросився у діючий флот і у грудні 1940 року був призначений командиром ескадри міноносців. Його флагманським кораблем був міноносець «Лупо».
У ніч з 21 на 22 травня 1941 року, під час битви за Крит, ескадра міноносців під командуванням Франческо Мімбеллі супроводжувала конвой з невеликих рибальських кораблів, на яких переправлялись німецькі солдати на Крит. Конвой зустрівся із переважаючими силами британців (крейсери «Ейджекс», «Орайон», «Дідо», есмінці «Геревард», «Гейсті», «Джейнес» і «Кімберлі»). В нічному бою ескадра міноносців зуміла захистити десантні кораблі, поставивши димову завісу. Таким чином, вдалось висадити німецький десант. За цей бій Франческо Мімбеллі був нагороджений Золотою медаллю «За військову доблесть».
У травні 1942 року Франческо Мімбеллі був призначений командувачем 4-ї флотилії МАС. Брав участь в боях під Севастополем, за що був нагороджений Залізним Хрестом і згодом підвищений у званні до капітана I рангу. Надалі командував групою флотилій МАС, які діяли біля узбережжя Італії.
З 1 травня 1945 року по 11 травня 1946 року командував лінкором «Вітторіо Венето», а з жовтня того ж року до квітня наступного - крейсером «Джузеппе Гарібальді».
У 1948 році Франческо Мімбеллі отримав звання контрадмірала, з 1951 по 1952 рік командував 3-ю дивізією флоту, а потім був командувачем союзних сил у Середземному морі (італ. Forze alleate nel Mediterraneo). З грудня 1953 року по травень 1956 року керував Військомо-морською академією в Ліворно, і в цей же період був підвищений у званні до дивізійного адмірала (1954).
З травня 1956 року по вересень 1957 року командував 2-ю дивізією флоту, тримаючи флагманський прапор на борту есмінця «Сан Джорджо».
У листопаді 1957 року Франческо Мімбеллі  отримав звання віцеадмірала та призначений керівником Військово-морського департаменту Адріатики. 
З вересня 1959 року по квітень 1961 року був верховним командувачем італійського флоту.
У 1964 році вийшов у відставку. Помер 26 січня 1978 року в Римі. Похований в Ліворно.

## Вшанування
На честь Франческо Мімбеллі був названий есмінець типу «Луїджі Дюран де ла Пенне».

## Нагороди
- Золота медаль «За військову доблесть» (941)
- Срібна медаль «За військову доблесть» (1941)
- Срібна медаль «За військову доблесть» (1943)
- Бронзова медаль «За військову доблесть» (1941)
- Бронзова медаль «За військову доблесть» (1941)
- Бронзова медаль «За військову доблесть» (1942)
- Бронзова медаль «За військову доблесть» (1942)
- Хрест «За військові заслуги» (1941)
- Залізний Хрест (Німеччина) 1-го класу
- Залізний Хрест (Німеччина) 2-го класу